# Gennadi Konoplew
Genadij Konopliov (lit. Genadijus Konopliovas; * 5. Mai 1945 in Woroschba, Oblast Sumy; † 23. Juni 1997 in Vilnius) war ein russischstämmiger Politiker in der Litauischen SSR, Bankmanager.

## Leben
1968 absolvierte er ein Diplomstudium am Polytechnischen Institut Kaunas und 1984 das Studium an der Parteihochschule der KPdSU  in Leningrad. Von 1968 bis 1979 arbeitete er im Maschinenwerk Alytus. Von 1979 bis 1983 war er Stadtsekretär der Lietuvos komunistų partija in Alytus, von 1983 bis 1985 erster Stadtsekretär. Von 1985 bis 1989 war er stellv. Vorsitzender des sowjetlitauischen Agroindustrie-Komitees und Landwirtschaftsminister. Von 1985 bis 1990 war er Deputat im Obersten Sowjet Litauens. Von 1991 bis 1997 war er Präsident der Bank „Tauro bankas“. Er erschoss sich in der eigenen Wohnung.

## Bibliografie
- Fenomenologiniai nuosavybės ir rinkos bruožai. Vilnius 1995, ISBN 9986-08-024-X.